# خاردارماهی لگام‌دار
خاردارماهی لگام‌دار (نام علمی: Chilomycterus antennatus) نام یک گونه از تیره خارپشت‌ماهیان است.